# كالوم أوكونيل
كالوم أوكونيل (بالإنجليزية: Calum O'Connell)‏ هو لاعب كرة قدم أسترالي في مركز الدفاع، ولد في 2 مايو 1990 في برث في أستراليا. لعب مع نادي برث ونادي بريزبان رور ونادي سيدني يونايتد 58.